# Desiderius von Langres

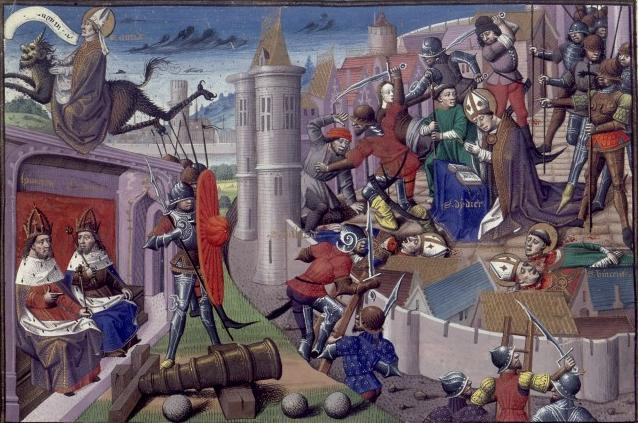
Martyrium des Bischofs Desiderius von Langres (14. Jahrhundert)

Desiderius (französisch Didier oder Dizier; Lebensdaten unbekannt) war im 3., 4. oder frühen 5. Jahrhundert der dritte Bischof von Langres in der Champagne, Frankreich. Er wird als Märtyrer verehrt. Viele Orte und Kirchen in Frankreich tragen seinen Namen. Sein Gedenktag, der 23. Mai, ist auch der des heiligen Desiderius von Vienne, was dafür spricht, dass sich die Überlieferung zu beiden Personen vermischt hat.

## Bischofsliste
Die Liste der Bischöfe von Langres ist in ihren ältesten Teilen nur unvollständig oder unsicher. Heutige Jahreszahlenangaben sind Konjekturen und unterscheiden sich zum Teil erheblich, bei Desiderius zwischen 264 und 346.

## Synode von Köln
Auf das Jahr 346 ist das gallische Partikularkonzil von Köln datiert, dessen Historizität umstritten ist, dessen Teilnehmerliste jedoch auch anderweitig bezeugte Angaben macht. In ihr erscheint Desiderius als Bischof von Langres.

## Martyrium

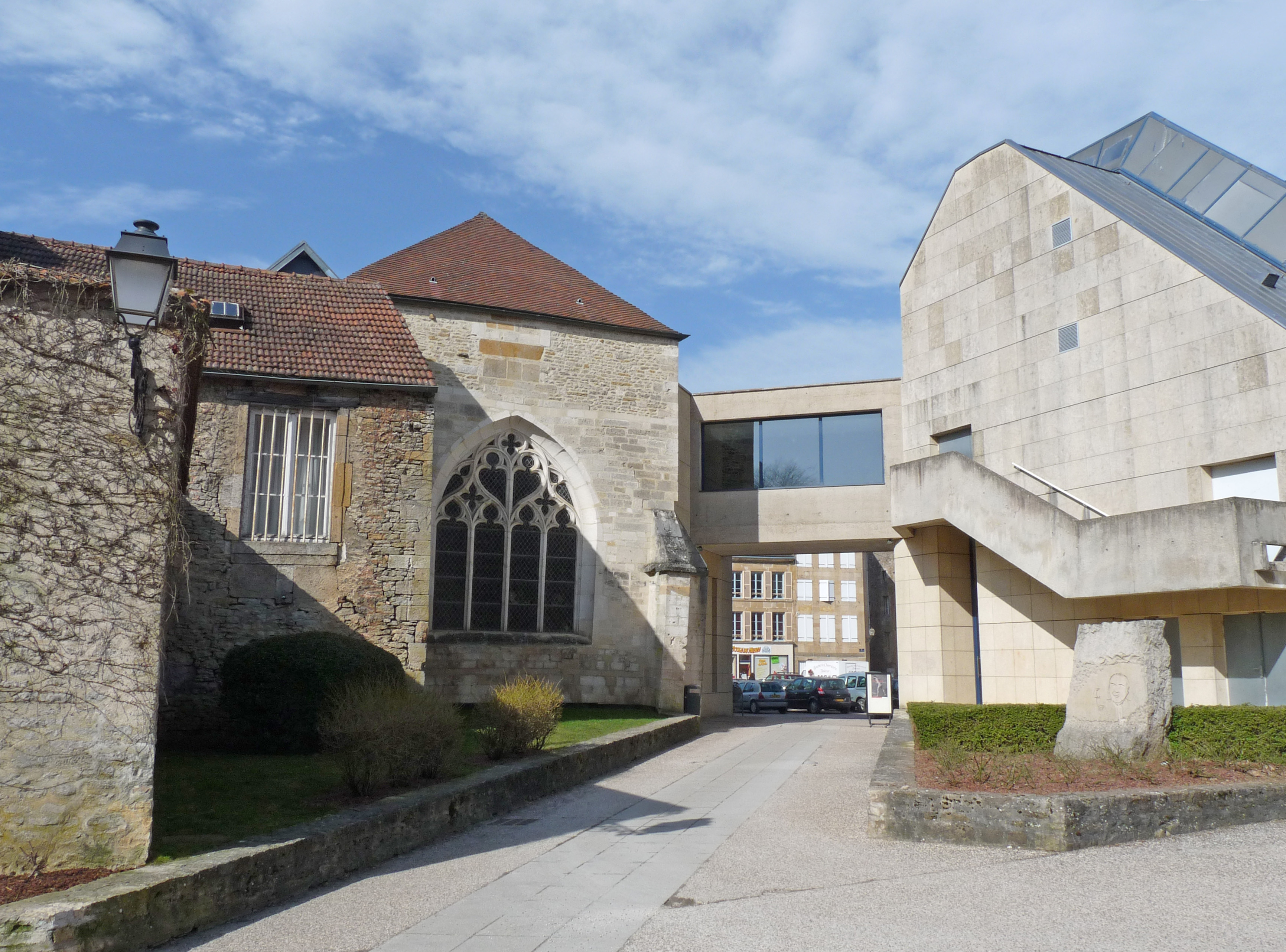
Sainte-Madeleine und das zugehörige frühere Kloster Saint-Didier, jetzt Musée d’art et d’histoire de Langres

Desiderius soll bei einem Vandaleneinfall bei Langres versucht haben, den König der Angreifer zu beschwichtigen, und dafür auf offenem Feld enthauptet worden sein. Im Martyrologium Romanum wird dieses Geschehen auf den 23. Mai 407 datiert, also 61 Jahre nach der Synode von Köln. Desiderius müsste folglich im geradezu biblischen Alter von weit über 90 Jahren hingerichtet worden sein. Seine Reliquien werden in der einstigen St.-Magdalenen-Kirche in Langres, Sainte-Madeleine verehrt, die daher seit dem Spätmittelalter Saint-Didier heißt.

## Darstellung
Mittelalterliche Darstellungen des Heiligen sind unbekannt; auch in der Neuzeit sind nur wenige Einzeldarstellungen als Bischof bekannt.